# Теато, Мишель
Мишель Иоанн Теато (люкс. Michel-Johann Theato; 22 марта 1878, Люксембург — 2 апреля 1923, XIV округ Парижа) — люксембургский легкоатлет, чемпион Олимпийских игр 1900 года.
Участвовал только в марафонском забеге, который прошёл 19 июля. С результатом 2:59:45,0 занял первое место, получив золотую медаль.
Медаль Теато приписывается Франции, так как во время проведения Игр считалось, что он француз. Позже выяснилось, что он всё же из Люксембурга, но, несмотря на это, МОК приписывает его победу французской сборной.